# Prasinocyma iosticta
Prasinocyma iosticta är en fjärilsart som beskrevs av Edward Meyrick 1888. Prasinocyma iosticta ingår i släktet Prasinocyma och familjen mätare. Inga underarter finns listade i Catalogue of Life.